# Shonu Palden
Shonu Palden (tibétain : གཞོན་ནུ་དཔལ་ལྡན, Wylie : gzhon nu dpal ldan), né en 1978, est un nomade tibétain du village de Rongkor, comté de Machu, préfecture autonome tibétaine de Gannan, condamné à la prison en 2012 et libéré avant la fin de sa peine pour raisons médicales. Il est mort le 30 septembre 2018 à l'âge de 40 ans d'une longue maladie consécutive à des blessures subies dans une prison chinoise, selon des sources exilées.

## Biographie
Shonu Palden est un nomade tibétain du village de Rongkor, Belpen, Machu, père de deux jeunes enfants. 
Il a été arrêté le 18 juin 2012 dans le comté de Machu (chinois: Maqu),  Kanlho (chinois: Gannan), dans l'est du Tibet lors de manifestations tibétains en 2008 dans la région de Machu.
Selon le Centre tibétain pour les droits de l'homme et la démocratie (TCHRD) basé à Dharamsala, il a été arrêté dans un restaurant local du canton de Machen, car il est soupçonné d'avoir organisé des  manifestations.. 
Pendant les soulèvements tibétains de 2008, les Tibétains de Machu ont organisé des manifestations pendant trois jours. Au moins 12 Tibétains furent tués et 200 Tibétains gravement blessés quand la police chinoise a ouvert le feu après que plus de 2000 Tibétains aient manifesté pour l'indépendance du Tibet dans la région le 16 mars 2008. Plus de 80 Tibétains ont été arrêtés lors de la manifestation.
Les autorités chinoises ont ordonné l'arrestation de Shonu Palden en 2008, mais il s'est caché dans des régions vallonnées pendant de nombreux mois.
Il est libéré avant la fin de sa peine d'emprisonnement le 24 juillet 2013 afin qu'il ne meurt pas en détention. Malade, il est alité depuis lors en raison de sévères tortures et de mauvaises conditions de détention dans la prison chinoise. .
En décembre 2017, les autorités chinoises l'ont interrogé pendant des heures pour avoir prétendument envoyé des informations hors du Tibet, selon le TCHRD. Il a ensuite été placé en résidence surveillée à son domicile,. 
Shonu Palden aurait été interrogé sur un rapport publié le 18 décembre par le TCHRD, détaillant les difficultés auxquelles lui et sa famille ont été confrontés à la suite de son emprisonnement et le refus d'admission dans une école de sa fille de 8 ans. 
Le TCHRD a demandé aux autorités chinoises d'ouvrir rapidement une enquête approfondie, impartiale et transparente sur le décès prématuré de Shonu Palden à la suite de la torture et du déni de soins médicaux appropriés. « L'obligation pour le gouvernement d'enquêter sur les décès est nécessaire pour que le droit à un recours des membres de la famille soit réparé si le décès a été causé délibérément ou par négligence. »
Il laisse dans le deuil son épouse et ses trois enfants : son fils Tenzin Kunkyab, huit ans, et ses filles Namgyal Dolma, dix ans, et Tashi Dolma, cinq ans. Deux interventions chirurgicales majeures et des frais de traitement prolongés pour Palden ont entraîné des difficultés financières, tandis qu'une de ses filles avait été précédemment refusée à l'admission dans une école en raison du passé politique de son père.